# سميراميس
سميراميس هي ملكة آشورية 800 ق.م. واسمها سيمورامات ومعناه الحمامة.
ارتبطت تسمية "سميراميس" بالعديد من المعالم الأثرية في غرب آسيا والأناضول بعد أن فُقدت أو نُسيت أصولها، بما في ذلك نقش بيستون لدارا الأول. ينسب لها هيرودوت الفضل في بناء الضفاف الاصطناعية التي حصرت نهر الفرات. وعرف اسمها لأنه مكتوب على باب بابل. سميت العديد من المواقع في جميع أنحاء بلاد ما بين النهرين العراق  وميديا، وبلاد فارس، والشام، والأناضول، وشبه الجزيرة العربية، والقوقاز باسمها لذكراها. 
نقش عل حجر في باب بابل ان سميراميس قتلت زوجها واطفالها واستلمت السلطة  وكانت تحضر رجالا من عامت الناس وتدخلهم عليها  والشخص الذي لايلبي رغبتها تقتله حتى تجاوز عدد قتلاها ٣٠٠٠ رجل من عامة الناس لانهم لم يشبعو رغبتها 

## تاريخ
على الرغم من أن الإنجازات المنسوبة إلى سميراميس تكمن في المقام الأول في عالم التأريخ الأسطوري الفارسي والأرمني واليوناني، إلا أن الشخصية التاريخية شامورامات موثقة بقوة. من المحتمل أنها تولت بعد وفاة زوجها دور الوصي على ابنها أداد نيراري الثالث. وبالتالي، من الممكن أن تكون شامورامات قد مارست السلطة على الإمبراطورية الآشورية الجديدة الممتدة (911-605 قبل الميلاد) خلال تلك الفترة التي امتدت فيها الإمبراطورية من جبال القوقاز في الشمال إلى شبه الجزيرة العربية في الجنوب، ومن غرب إيران في الشرق إلى قبرص في الغرب.
في مدينة آشور على نهر دجلة، شيدت شمورامات مسلة نُقشت عليها عبارة: "مسلة شمورامات، ملكة شمشي أداد، ملك الكون، ملك آشور، أم أدد نيراري، ملك الكون". ملك آشور، زوجة ابن شلمنصر، ملك أقاليم العالم الأربعة."

## الأسطورة
تحكي الأسطورة أنه انسابت سيول عارمة ذات يوم على منابع نهر الفرات ففاض النهر، وتدفقت مياهه، وخرجت الأسماك تستلقي على الشاطئ، وكانت بين تلك الأسماك سمكتان كبيرتان حيث سبحت السمكتان إلى وسط النهر وبدأتا بدفع بيضة كبيرة طافية على السطح إلى ضفة الفرات، وإذ بحمامة بيضاء كبيرة تهبط من السماء وتحتضن البيضة بعيدا عن مجرى النهر.
ورقدت الحمامة على «البيضة» حتى فقست، ومن داخل البيضة خرجت طفلة رائعة الجمال من حولها أسراب من الحمام ترف بعضها عليها بأجنحتها لترد عنها حر النهار وبرد الليل.
ثم بدأت الحمائم تبحث عن غذاء للطفلة، فاهتدت إلى مكان يضع فيه الرعاة ما يصنعون من جبن، وحليب، فتأخذ الحمائم منها بمقدار ما تحمل مناقيرها، لتقدمه للطفلة التي عاشت مع حمائمها سعيدة لا تعرف أبداً طعم الشقاء.
وقد تنبه الرعاة إلى جبنهم المنقور وحليبهم المنقوص، فقرروا ترك أحدهم ليراقب المكان وشهد الراعي الحمائم وهي تحط حول الجبن وتلتقط قطعه الصغيرة، وتملأ مناقيرها بالحليب وتطير به إلى مكان ليس ببعيد، فأخبر الراعي رفاقه فتبعوا الحمائم حتى وصلوا إلى حيث صبية ذات جمال رائع، فأخذوها إلى خيامهم، واتفقوا على أن يبيعوها في سوق «نينوى» العظيم.
وفي صبيحة ذات يوم حملوا الفتاة وقد اطلقوا عليها اسم «(سميراميس)»، إلى سوق نينوى. واتفق أن كان ذلك اليوم يوم موسم للزواج الذي يقام كل عام، حيث تجتمع في السوق الكبير جموع الشبان والشابات قادمة من كل نواحي المملكة، لينتقي كل شاب عروساً شابة، أو ينتقي صبية يحملها إلى داره فيربيها إلى أن تبلغ سن الزواج فيتزوجها أو يقدمها عروساً لأحد أبنائه. كانت ساحة سوق «نينوى» تغص بالشيوخ «الكهول والشبان». دخل الرعاة بالصبية الصغيرة الحسناء إلى حيث يعرضونها للبيع. جلس الرعاة مع الصبية في أول الصف، فشاهدهم «سيما» ناظر مرابط خيول الملك، وكان عقيماً لا ولد له فهفا قلبه إلى «(سميراميس)» ورغب في تبنيها.
ودعا «سيما» الرعاة وساومهم على ثمنها، وعندما تمت الصفقة، عاد بها إلى منزله. ما أن رأت زوجته هذه الصبية ذات الجمال الرائع حتى فرحت فرحاً غامراً واعتنت بها عنايتها بابنتها، وظلت ترعاها حتى كبرت واستدارت وبرزت أنوثتها كأجمل ما تكون النساء!
وفي يوم ما كان اونس مستشار للملك، يتفقد الجمهور المحتشد بأمر من الملك وإذا بعينه تقع على (سميراميس) وهي الآن في عمر مناسب للزواج، فيصعق مذهولا من جمالها وبراءتها. قام بأخذها معه إلى نينوى وتزوجها هناك، وصار لهما طفلين ربما توأمين هما (هيفاتة) و (هيداسغة). يبدوا انهما كانوا سعداء، أما (سميراميس) فكانت فائقة الذكاء حيث كانت تقدم لزوجها النصح والمشورة في الأمور الخطيرة فأصبح ناجحا في كل مساعيه. أثناء ذلك كان ملك نينوى ينظم حملة عسكرية ضد الجارة باكتريا، فأعد جيشا ضخما لهذا الغرض لانه كان يدرك صعوبة الاستيلاء عليها. بعد الهجوم الأول استطاع ان يسيطر على البلد برمته ما عدا العاصمة باكترا التي صمدت. شعر الملك بالحاجة إلى اونس ولذا أرسل في طلبه، لكن اونس لا يريد مفارقة زوجته الحبيبة فسألها ان كانت ترغب في مرافقته، ففعلت.
هناك بعد أن تابعت (سميراميس) سير المعارك ودرستها بعناية وضعت العديد من الملاحظات عن الطريقة التي يدار بها الحصار. فبينما كان القتال جاريا في السهل فقط ولم يعر المدافعين والمهاجمين للقلعة أي أهمية، طلبت (سميراميس) إرسال مجموعة من الجنود المدربين على القتال في الجبال، إلى المرتفع الشاهق الذي كان يحمي الموقع. ففعلوا ذلك ملتفين حول خاصرة العدو المدافع وهكذا وجد الأعداء أنفسهم محاصرين ولا خيار لهم سوى الاستسلام.
في ثنايا هذه الأحداث صار الملك (نينوس) شديد الإعجاب ب (سميراميس) لما ابدته من شجاعة ومهارة لحسم المعركة. منذ اللحظة أخذ الملك يتمعن في وجهها الساحر وجمالها المدهش، فادرك أن قلبه غير قادر على مقاومة سحرها، ولذا طلب منها أن تكون زوجته وملكته. ثم عرض على اونس ان يأخذ ابنته بدلا عنها، إلا أن اونس رفض ذلك. مما حدا بالملك ان يهدده بقلع عينيه، وتحت وطأة الخوف واليأس استسلم اونس لمطلب الملك، غير أنه انهى حياته بعد فترة وجيزة من زواجها من الملك. هكذا أفلح نينوس بالزواج من (سميراميس) وصار لهم طفلا أسمياه (نيناس). بعد موت الملك اعتلت العرش كملكة لنينوى عاصمة بلاد الرافدين.
حسب الأسطورة الرائجة، قد دام حكمها 42 عاما، لكن الواقع انها كانت تحكم سوية مع زوجها الملك، فقط السنوات الخمس الأخيرة حكمت بمفردها بعد وفاة زوجها. وقد بدأت حكمها ببناء ضريح فخم في نينوى تمجيدا لزوجها الملك (نينوس).
وتذكر الاسطورة ان الملكة سميراميس بعد وفاة زوجها كانت تتخذ خليلا شابا في كل ليلة وتقتله في صباح اليوم التالي لكن لا توجد مصادر مؤكدة عن هذه المعلومة.

## تقاليد أخرى
يصور التقليد الأرمني سميراميس بشكل سلبي، ربما بسبب الحملة العسكرية التي شنتها ضدهم. من أشهر الأساطير في التقاليد الأرمنية سميراميس والملك الأرمني آرا الوسيم. وفقًا لتلك الأسطورة، وقعت سميراميس في حب الملك الأرمني الوسيم آرا وطلبت منه الزواج منها. عندما رفض، جمعت في شغفها جيوش آشور وسارت ضد أرمينيا. انتصر سميراميس خلال المعركة، لكن آرا قُتل رغم أوامرها بالقبض عليه حياً. تستمر هذه الأسطورة، بأن تأخذ سميراميس جسد آرا وتصلي للآلهة لأحياءه من بين الأموات. عندما تقدم الأرمن للانتقام لقائدهم، أخفت سميراميس أحد عشاقها في زي آرا ونشرت شائعة بأن الآلهة أعادت آرا إلى الحياة، يقال إنها أقنعت الأرمن بعدم مواصلة الحرب.
في أحد التقاليد المستمرة في هذا السياق، تنجح صلاة سميراميس ويعود آرا إلى الحياة. خلال القرن التاسع عشر، ورد أن قرية تدعى ليزك، بالقرب من وان في تركيا، اعتبرت تقليديًا أنها مكان قيامة آرا.

## الأصل التاريخي للأسطورة
من الواضح ان معظم هذه الانجازات قد نسبتها خطأ الأسطورة إلى (سميراميس)، فليس هي التي بنيت بابل، ثم ان الملك الكلداني نبوخذنصر هو الذي أشاد هذه الحدائق تلبية لرغبة زوجته الميدية.
يبدو أن اسم (سميراميس) هو التحريف الإغريقي للاسم الآشوري (سمورامات) وهي ملكة حقيقية مقدسة، وهي ام الملك الآشوري (أداد نيراري الثالث) الذي حكم بين (810- 783 قبل الميلاد) وزوجة الملك شمشي أدد الخامس، حكم بين (825 – 811 قبل الميلاد)، وهوبدوره ابن شلمنصر الثالث وقد حكم بين (859 – 824 قبل الميلاد)، وقد تميز حكمها بالغلاظة خاصة بين 810- 805 قبل الميلاد.
من المؤكد أن هذه الحكاية الأسطورية مقتبسة من شخصية حقيقية هي الملكة الآشورية (سمورات). بعد ذلك بقرون طويلة حرف الإغريق هذا الاسم إلى (سميراميس). وهي اصلها من منطقة بابل، وتزوجت من ملك (نينوى) (شمسو حدد الخامس) (823-811 ق.م). بعد أن توفى زوجها لم يكن يبلغ ابنها ولي العهد (حدد نيراني) (811-783 ق م) سن الرشد، فاستلمت زوجته (سمير امات) المملكة والحكم وأصبحت وصية على عرش ولدها لمدة 8 سنوات حتى بلغ سن الرشد. صحيح انها استلمت الحكم رسميا لفترة خمسة سنوات، الا انها كانت تشارك بالحكم منذ أيام زوجها وكذلك مع ابنها.

## إنجازاتها كملكة
ان شخصيتها القوية وذكائها الحاد وجمالها الاخاذ جعلها تفرض سطوتها وتمسك بتلابيب دولة بلاد الرافدين طيلة عشرات السنين. وقد عثر على نقش حجري تذكاري في مدينة (آشور) واخر في (كالح) تصور فيه على انها الملكة التي حكمت خلفا لزوجها المتوفى. لم تكتف هذه المرأة العظيمة بالسلطة السياسية وإدارة شؤون البلاد بل تعدتها إلى التأثير في الحياة الدينية والفكرية والاجتماعية. فهي رغم أنها تشارك سكان آشور بالحضارة المشتركة، إلا أن اصلها الجنوبي منحها بعض الخصوصيات المذهبية والثقافية حيث تمكنت ان تشيع مثل هذه المؤثرات البابلية على طريقة الحكم وعلى الكهنوت الآشوري وعلى عموم الحياة في نينوى. فأضفت نوعا من الرقة والروحانية الجنوبية على المذهب الآشوري الذي كان يتسم أكثر بنوعا من تقديس الفحولة المتمثل بالاله آشور وكذلك الميل إلى منطق القوة الحرب. بل حتى انها نجحت بابراز أدوار آلهة كانت ثانوية عند الآشوريين مثل اله الحكمة (نبو). لقد ملكت (سمورامات) كالملوك العظام، حيث أقامت مسلة لتخلد ذكرها في ساحة المسلات في معبد آشور، وقد سجل على هذه المسلة العبارة التالية: ”مسلة سمورامات ملكة سيد القصر – شمس حدد ملك الكون ملك آشور والد حدد نيراني ملك الكون ملك آشور وكنة شلما نصر ملك الجهات الاربعة...“
يعتقد أن (سمورامات)، قد حكمت بصورة مباشرة أو غير مباشرة طيلة 42 سنة، وقامت بمشاريع عمرانية واسعة وأهمها بناء مدينة آشور بمعابدها وقصورها الضخمة وإحاطتها بالأسوار العالية. من الأعمال الجبارة التي قامت بها هذه الملكة بناء نفق مقبب من الحجر تحت مجرى نهر دجلة ليوصل طرفي المدينة. كذلك قامت بعد ذلك بفتوحات كثيرة استطاعت ان تسيطر على بلاد الشام وبلاد ميديا، ويعتقد أنها ربما قد بلغت الهند.

## في الفَن

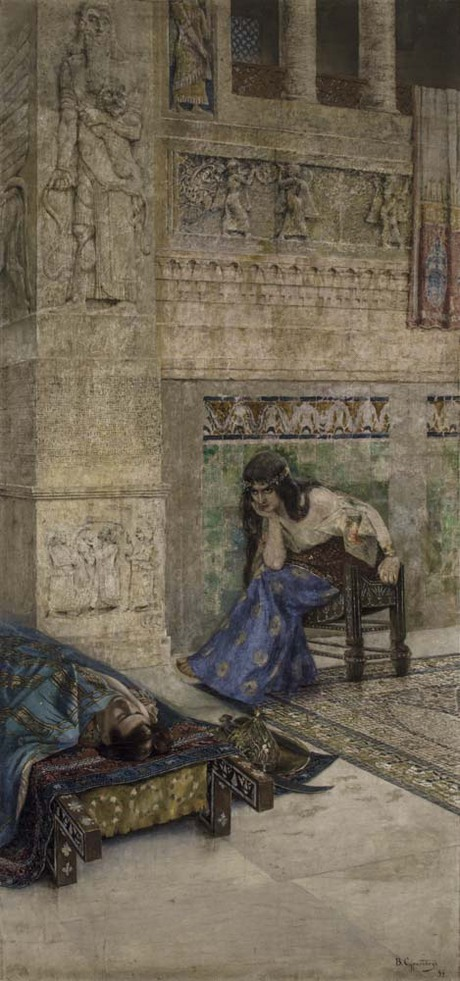
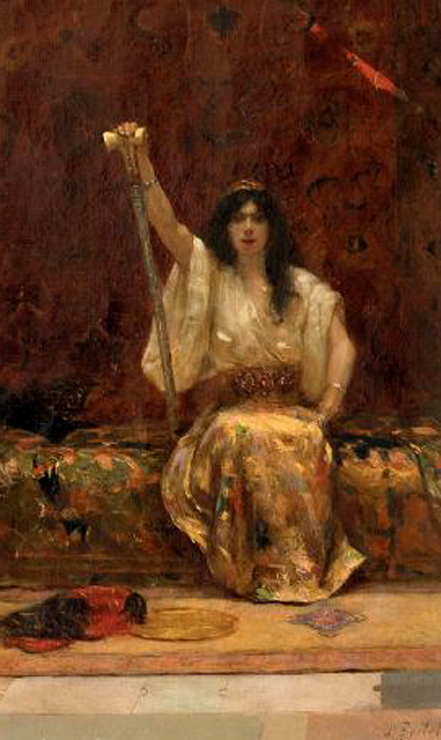
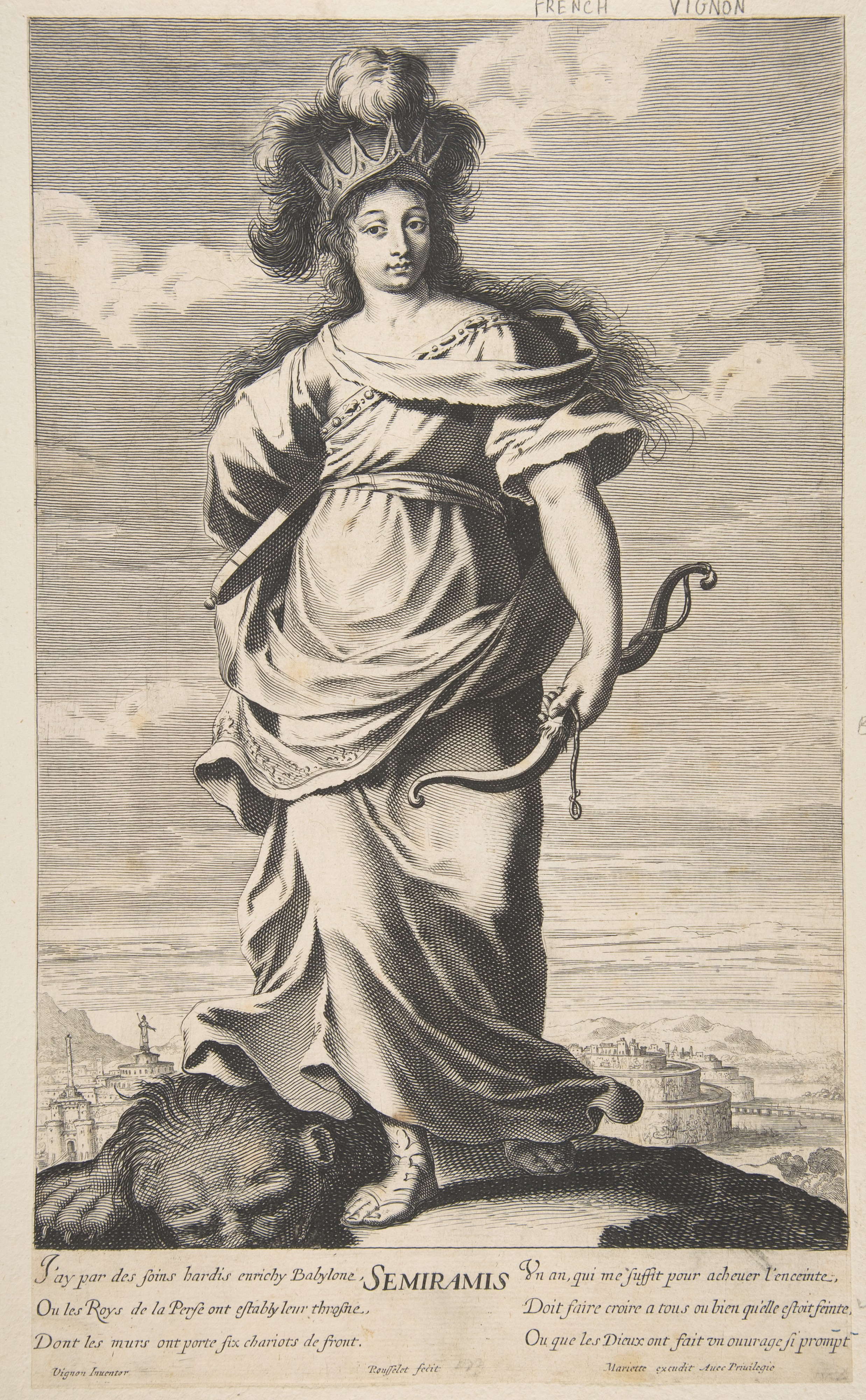
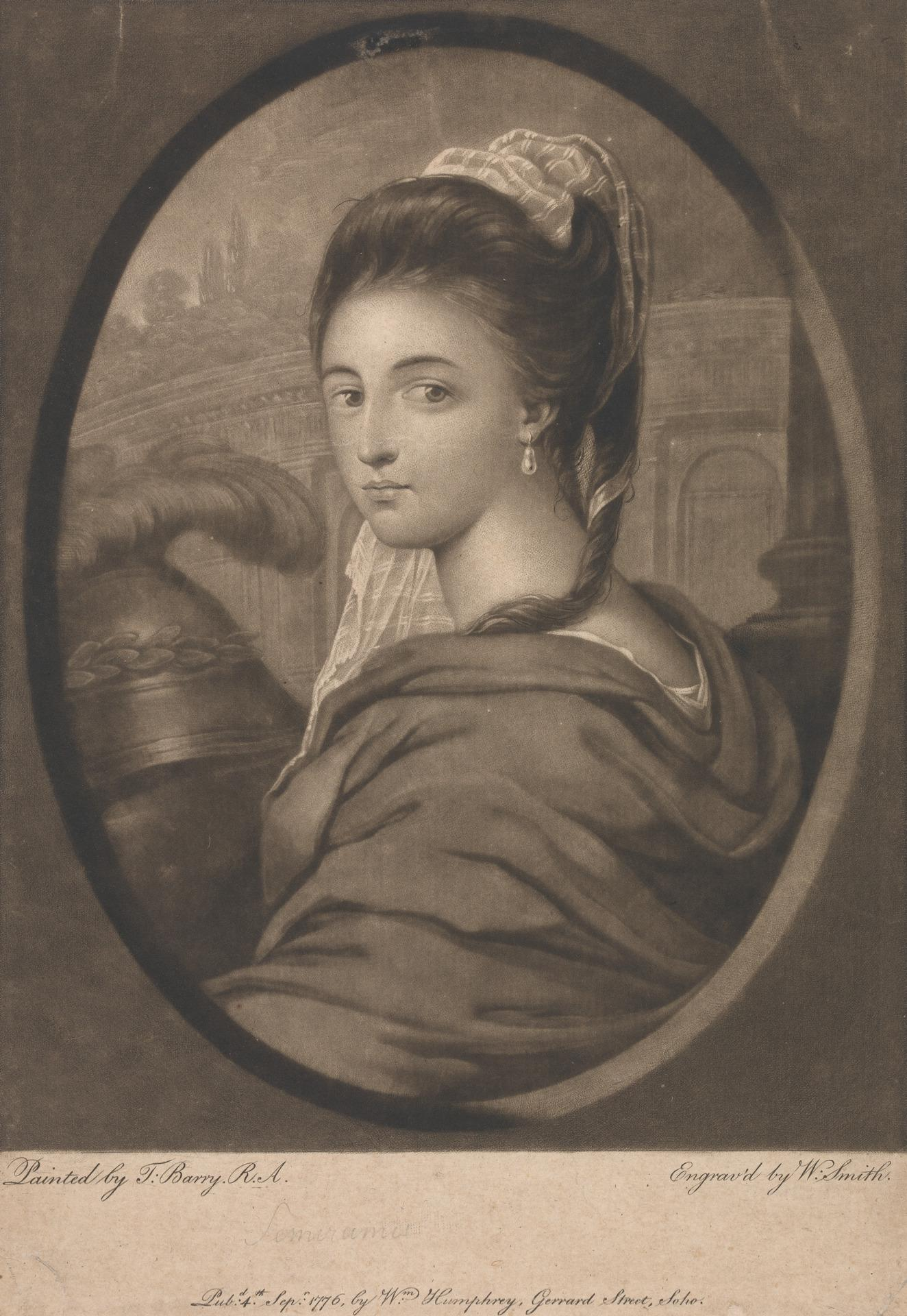
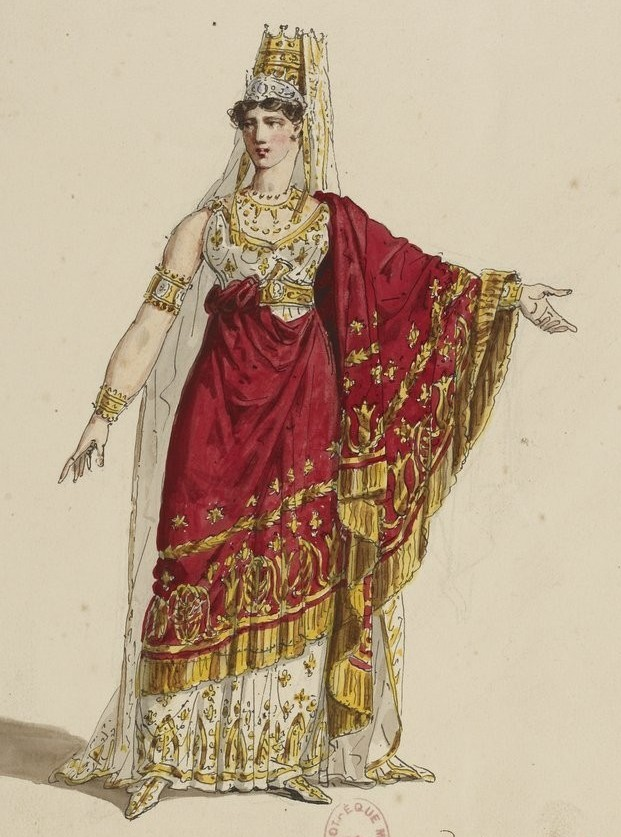
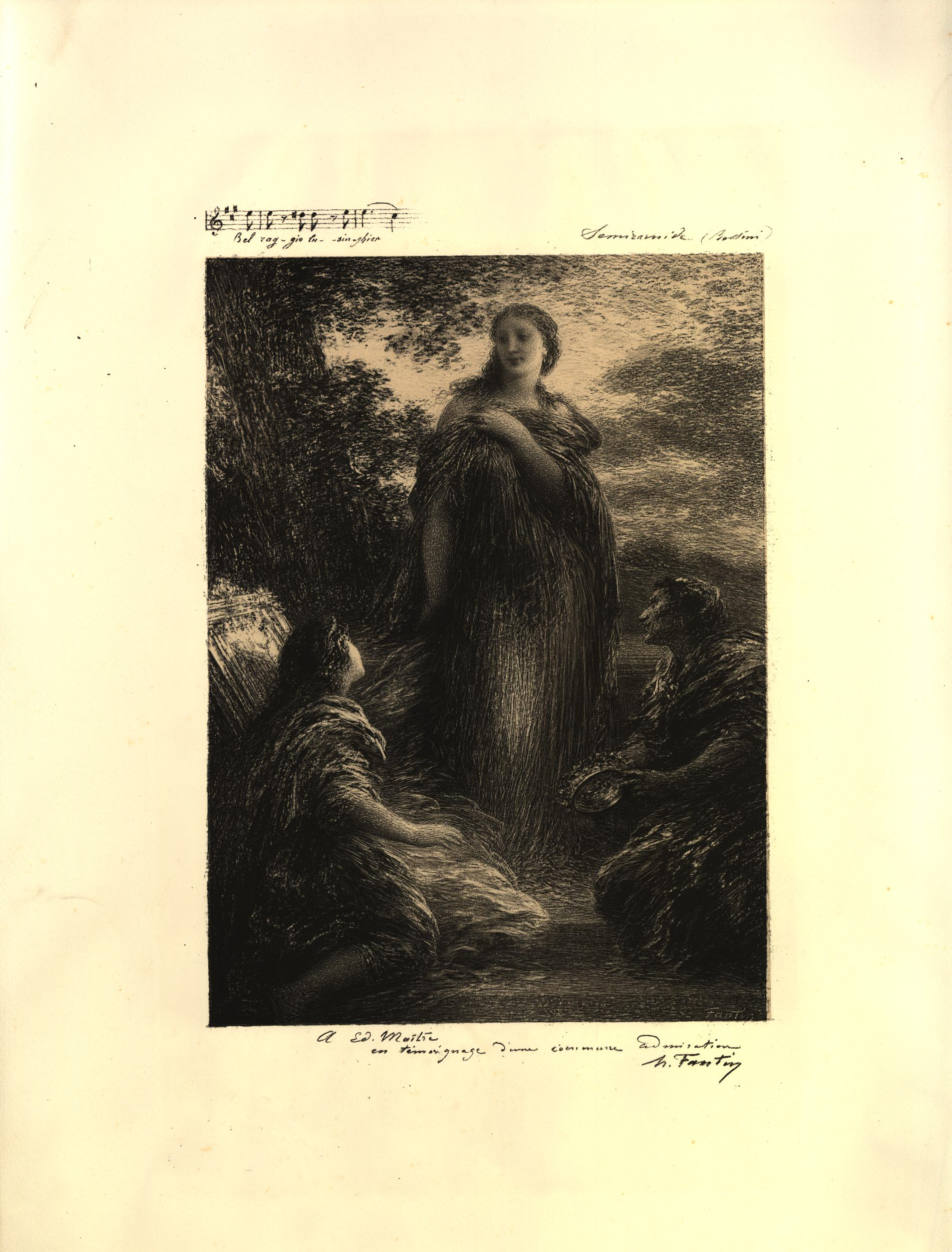
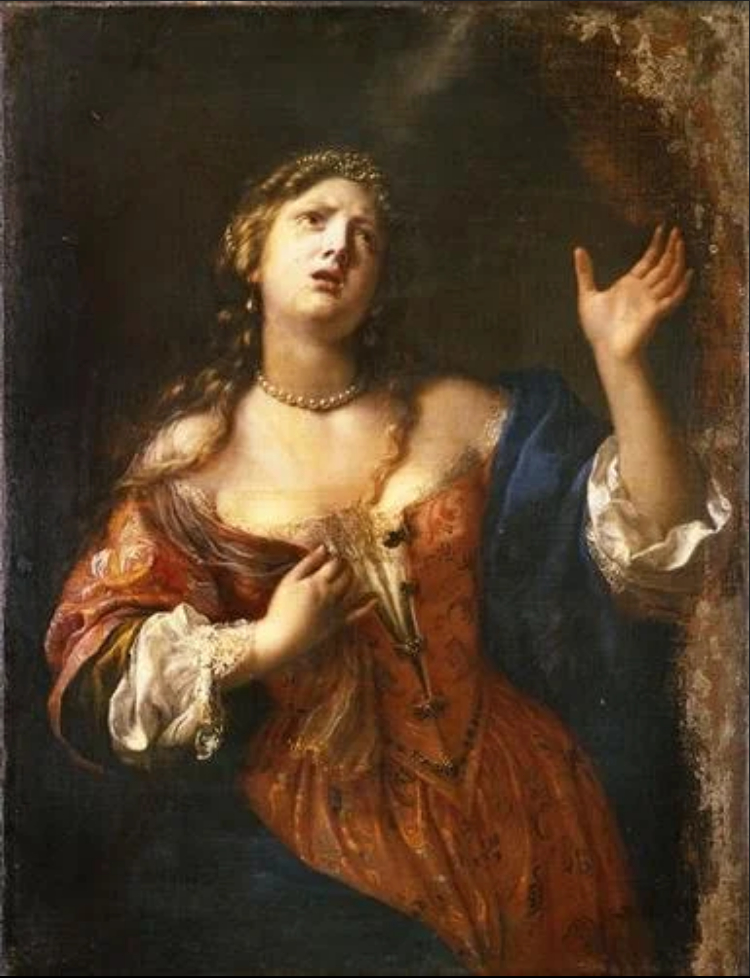
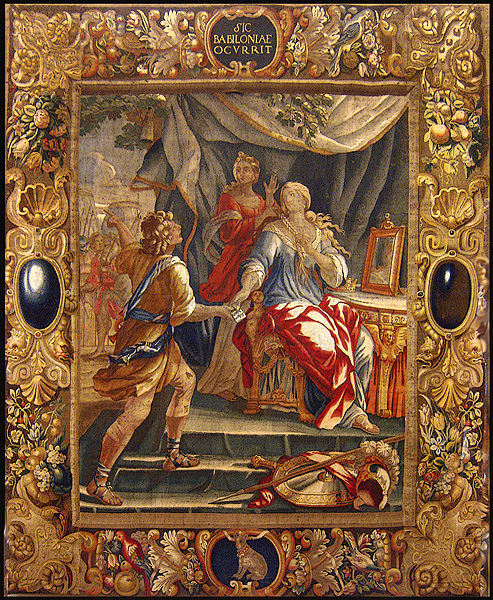
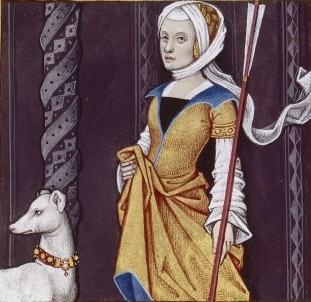
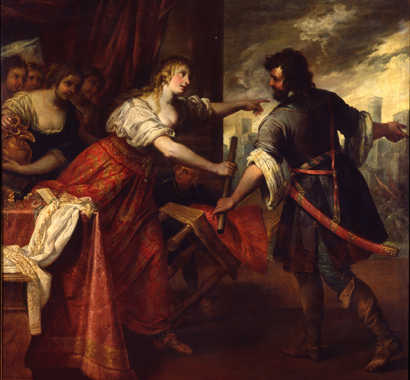
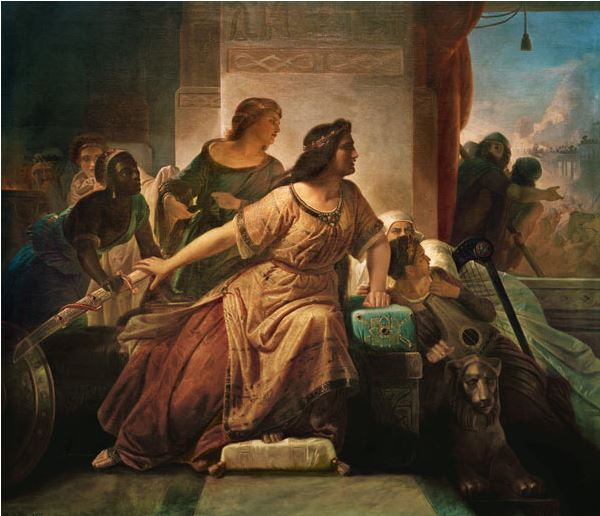
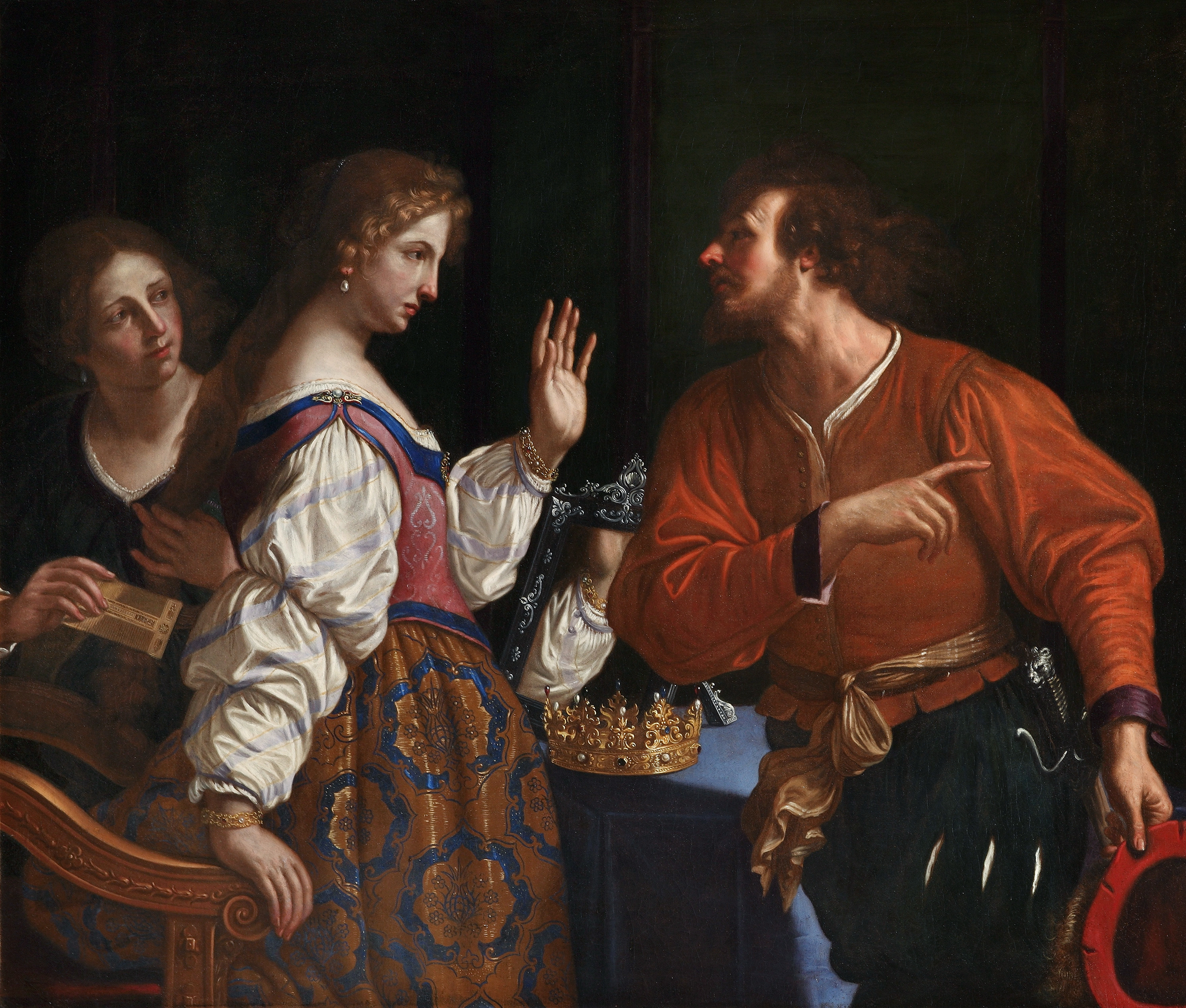
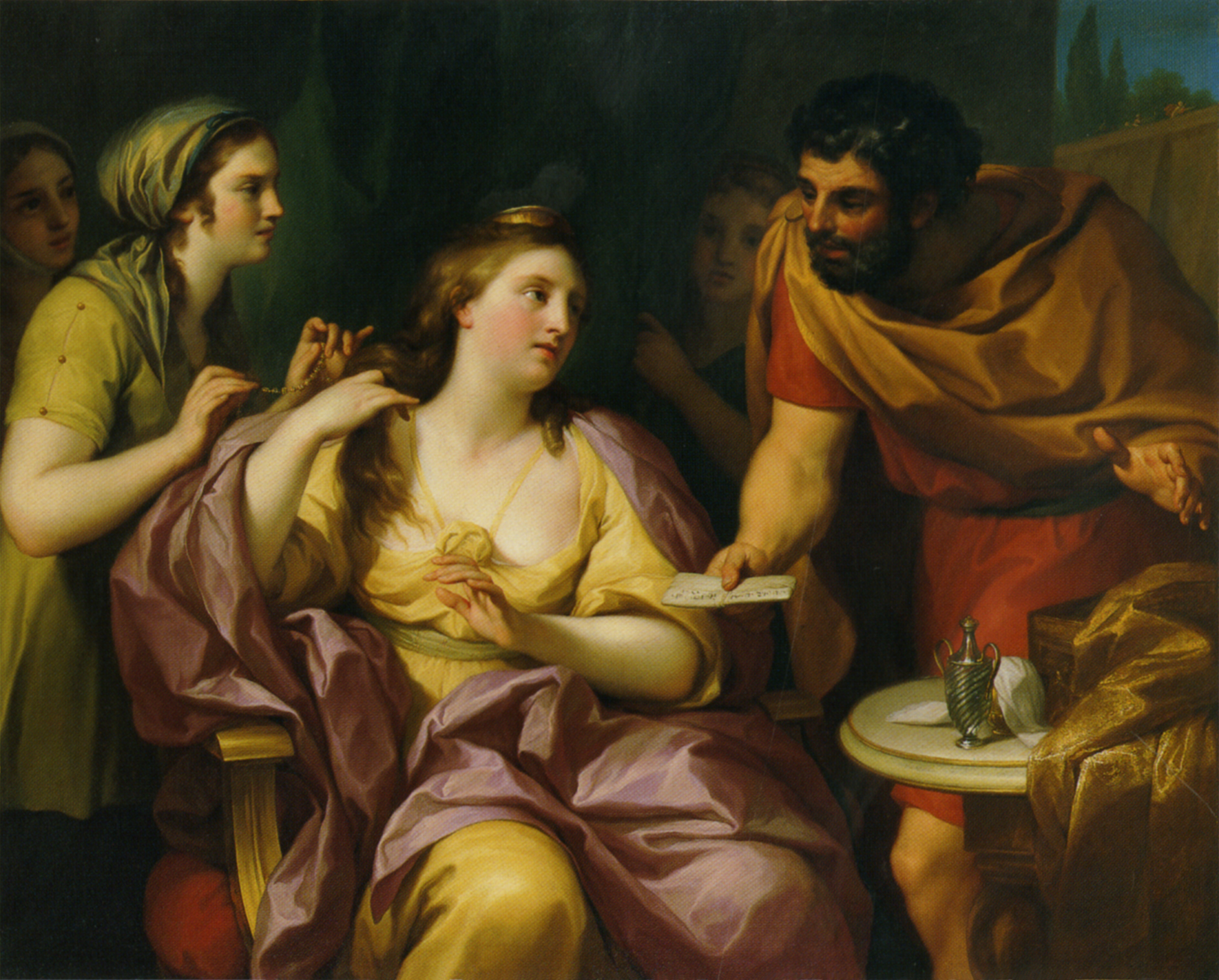
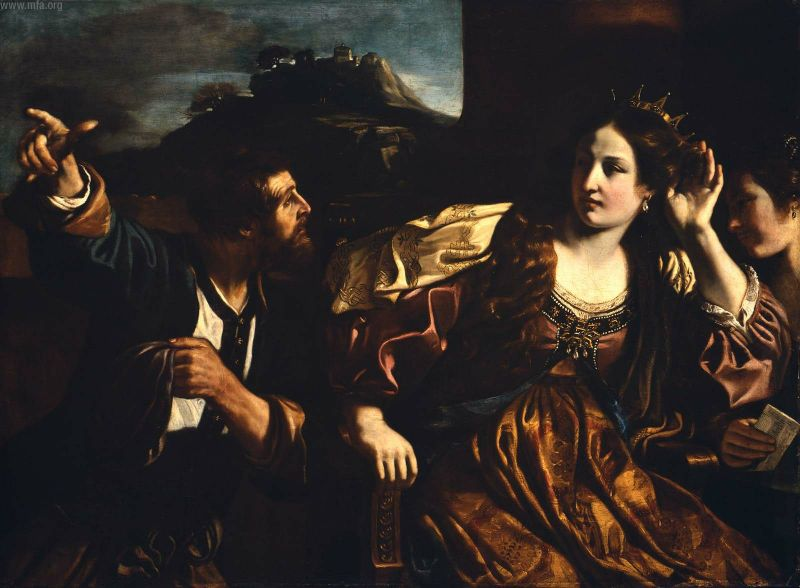
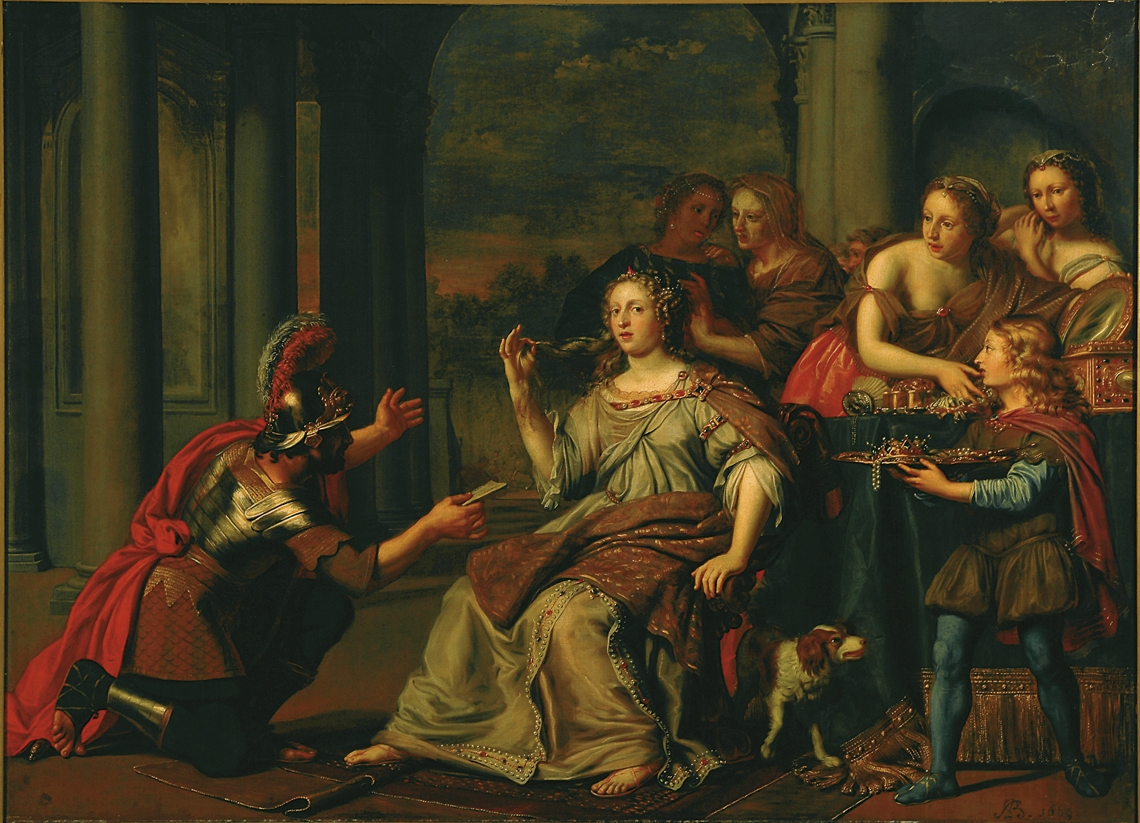
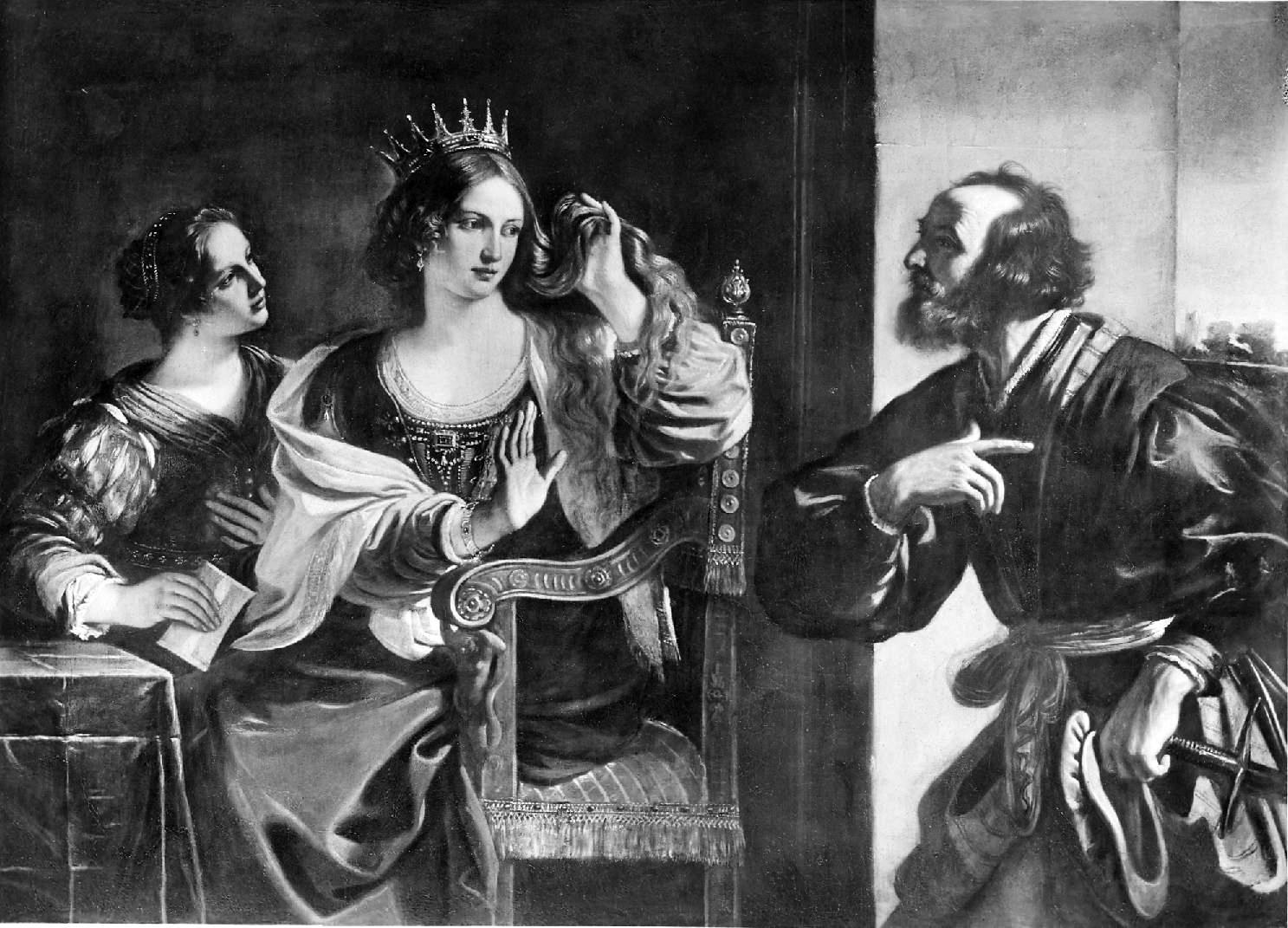
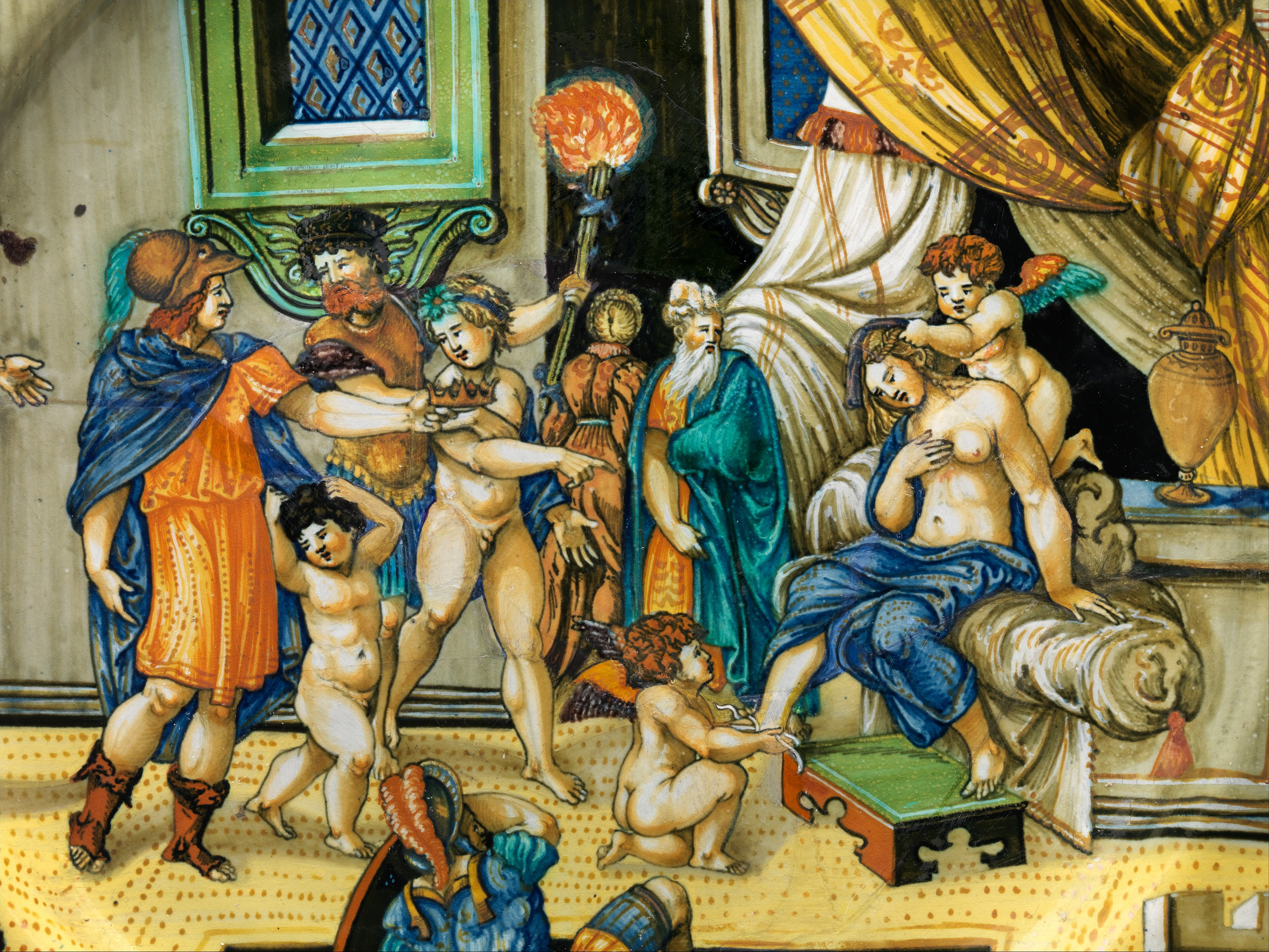
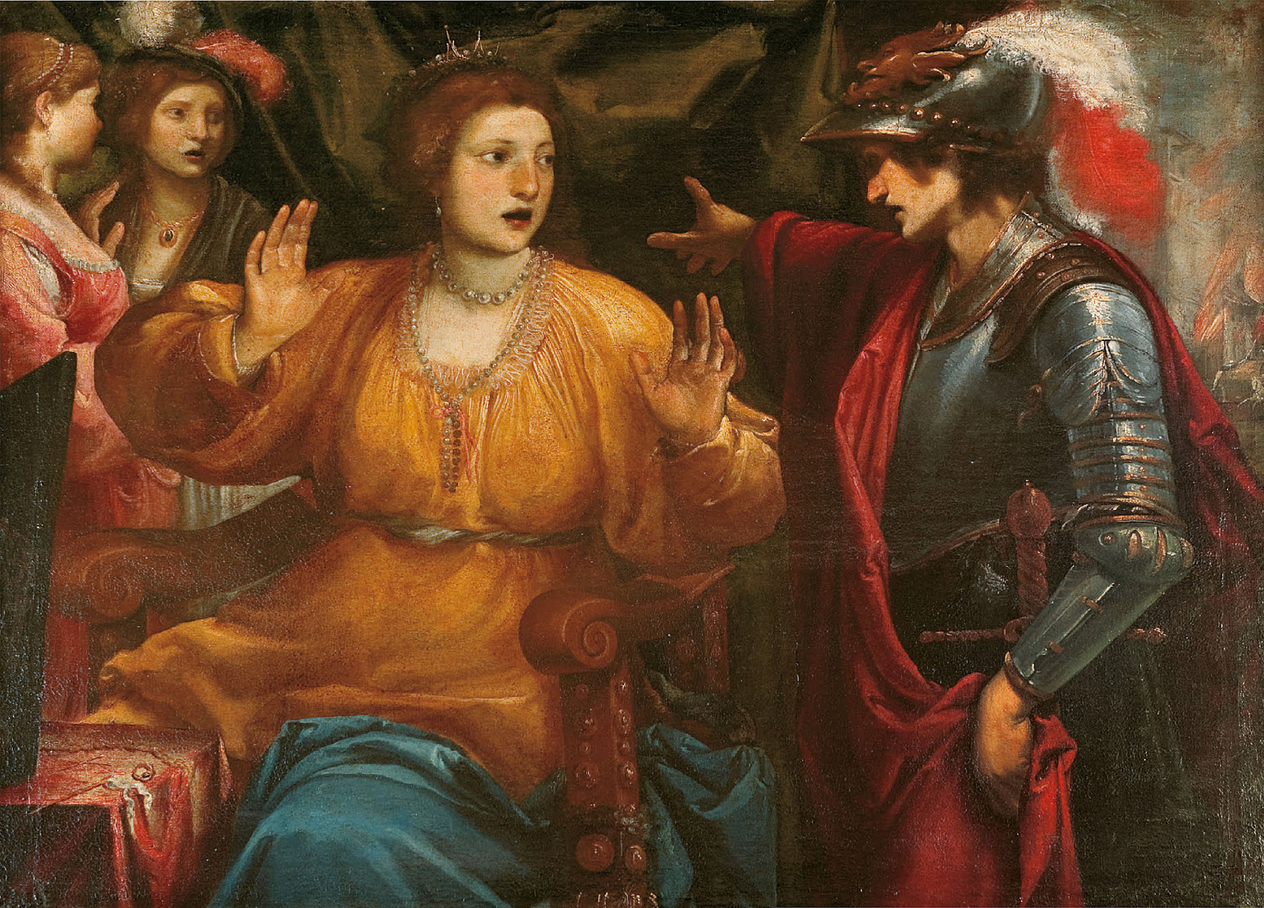
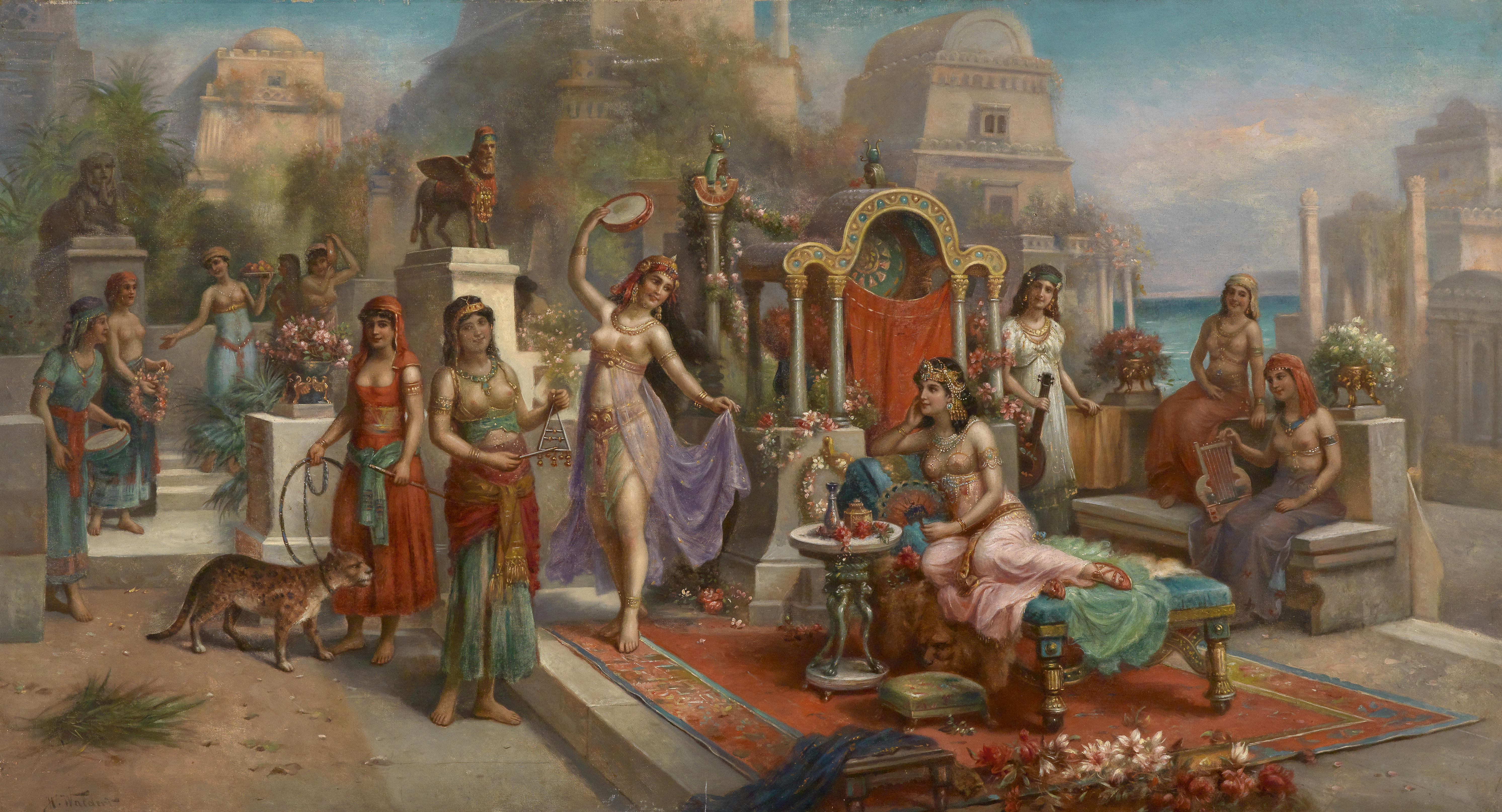
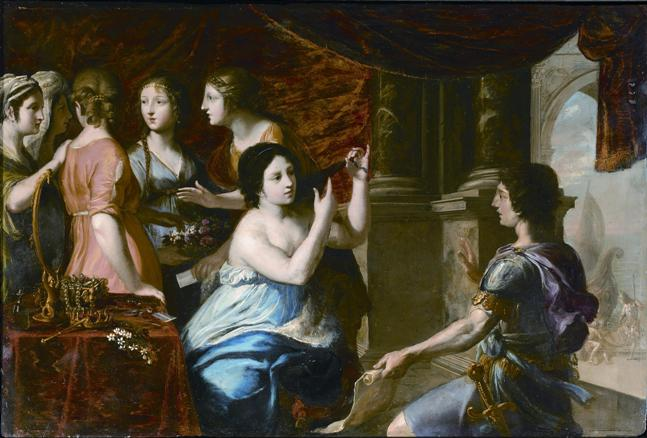
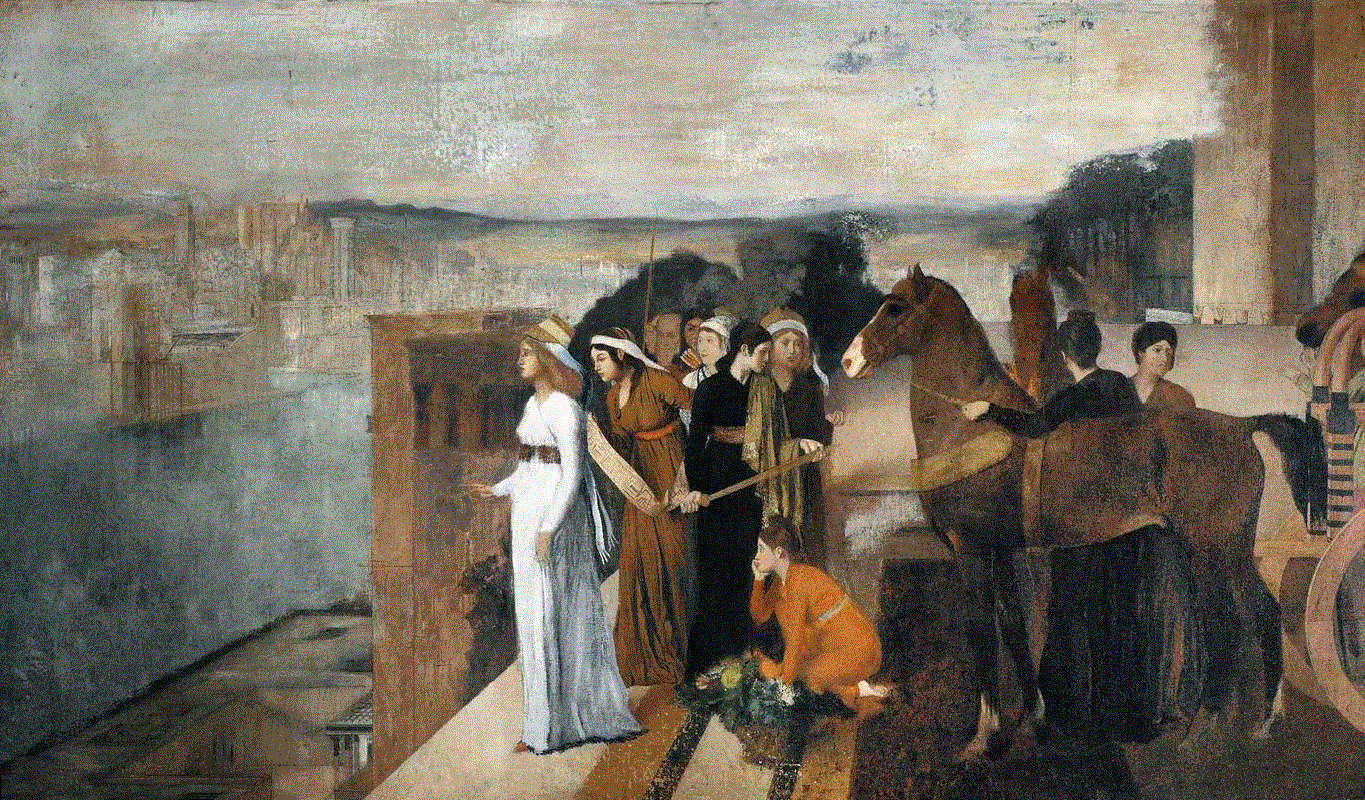
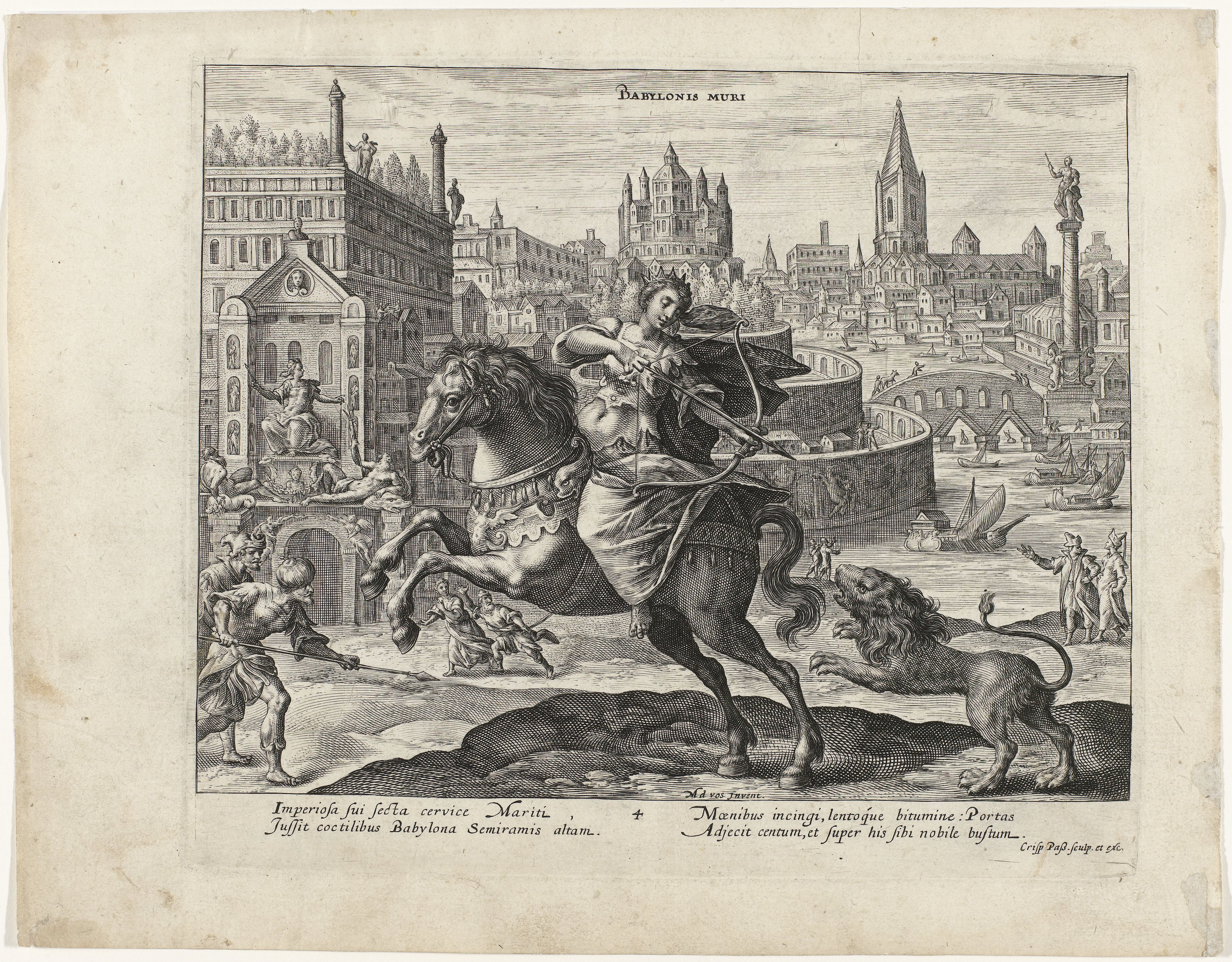